# Bataille de Monthermé
Seconde Guerre mondiale,
Bataille de France
Batailles
- Drôle de guerre
- Évacuation des civils de la ligne Maginot
- Mobilisation
- Offensive de la Sarre
- Baie de Heligoland
- Incident de Mechelen
- Plan Jaune
- Plan Dyle
- Luxembourg
- Ében-Émael
- Hannut

- Sedan
- Dinant
- Monthermé
- Givet
- La Horgne
- Gembloux
- Flavion
- Louvain
- Charleroi

- Stonne
- Montcornet
- La Sambre
- Arras

- L'Escaut
- Amiens
- La Lys
- Massacre de Vinkt
- Boulogne-sur-Mer
- Calais
- Poche de Lille
- Massacre du Paradis
- Abbeville
- Dunkerque
- Capitulation belge

- L'Aisne
- L'Ailette
- Opération Paula
- l’Exode
- Pont-de-l'Arche
- Opération Cycle
- Opération Ariel

- Les Alpes
- Vallon du Seuil
- Bombardement de Toulon
- Opération Vado
- La Loire
- Saumur
- La vallée du Rhône
- Bombardements de Marseille
- Menton (Pont-Saint-Louis)
- Combats aériens en Suisse
- Armistice du 22 juin

La bataille de Monthermé est livrée entre l'Armée française et les Allemands du 13 au 15 mai 1940 pour le contrôle de Monthermé et de ses environs dans le département des Ardennes en France au début de la campagne de France pendant la Seconde Guerre mondiale.
Monthermé constituait l'un des trois points de passage principaux de la Meuse par la Wehrmacht, concurremment avec Sedan et Dinant.

## Contexte historique
En vue de la bataille de France qu'ils s'apprêtent à déclencher le 10 mai 1940, les Allemands prévoient dans leur plan (Fall Gelb) que la zone de Monthermé soit l'un des trois points de passage de leurs Panzer-Divisionen sur la Meuse, sur laquelle repose la ligne principale de résistance prévue par le généralissime Maurice Gamelin ; c'est le XLI. Armee-Korps (mot.) de Georg-Hans Reinhardt qui doit passer dans le secteur de Monthermé. L'isthme de Monthermé constitue un point faible dans la défense française du secteur, affecté au II/42e demi-brigade de mitrailleurs coloniaux (II/42e DBMC). du commandant Verdier : le haut commandement a en effet tenu à ce que la défense s'appuie le long du cours d'eau, refusant, comme le voudrait Verdier, d'abandonner l'isthme en ne défendant que sa base. La défense de l'isthme (essentiellement 5e compagnie (lieutenant Barbaste) du II/42e DBMC) a donc du s'étaler tout le long de la Meuse (soit 9 000 m) au lieu d'être concentrée sur une portion réduite (1 200 m), ce qui avec le manque d'effectifs et de moyens, donne une défense légère dont ses sept blocs et deux tourelles mitrailleuses blindés ne peuvent se couvrir les uns les autres,. Le 12 mai 1940 à 7h, après le repli des éléments de cavalerie situés sur la rive droite, le pont de Monthermé est détruit par les Français, cependant ses superstructures métalliques émergent de la Meuse.

## Déroulement de la bataille

### Les Allemands passent la Meuse et prennent Monthermé le 13 mai 1940
Les Allemands de l'une des deux Panzer-Divisionen du XLI. Armee-Korps (mot.), la 6e Panzerdivision de Werner Kempf, arrivent sur la rive droite du fleuve à Monthermé le 13 mai 1940 et ils investissent immédiatement les habitations de la rive droite. Les mitrailleuses françaises réagissent et les empêchent de s'approcher plus du fleuve, ainsi que l'artillerie de 155 mm, celle-ci ne tirant que légèrement, ignorant l'importance des forces allemandes qui s'approchent et de l'attaque qu'ils préparent. Les chars de la 6e Panzerdivision arrivent à leur tour : les Panzer IV s'installent sur les hauteurs pour soutenir l'attaque tandis que les Panzer II et III, plus légèrement armés, attaqueront avec les fusiliers allemands. L'aviation allemande intervient également, succédant bombardements d'interdictions et de destructions,.
Après une préparation d'artillerie sur la presqu'île « qui ressemble maintenant à une chaudière », les fusiliers allemands du III./Schützen-Regiment 4 entament la traversée vers 15h, en canots pneumatiques, de part et d'autre du pont détruit la veille. Les Allemands remarquent rapidement que les superstructures du pont, qui dépassent des eaux, peuvent permettre l'établissement d'une passerelle de fortune à l'abri des tirs français qui les gênaient jusque-là considérablement et fait échouer, dans le sang, leurs premières tentatives d'approche depuis les pentes de l'« enveloppe ». Devenus ainsi nombreux à être passés sur la rive gauche, les Allemands isolent et prennent à revers les positions françaises qui tombent les unes après les autres, les blocs étant orientés pour faire feu sur le fleuve, ils ne peuvent se défendre d'une attaque par la terre. Le lieutenant Barbaste communique alors à son supérieur « Situation désespérée. Décide de contre-attaquer avec éléments disponibles en direction de l'observatoire. PA 1, 2 et 3 doivent être tombés. Tiendrai jusqu'au bout ». Il trouve la mort au cours de cette action qui échoue. À 19h, l'isthme est entièrement aux mains des Allemands. Dans le même temps, les Allemands se sont dirigés vers la base de l'isthme, où se trouve la ligne intermédiaire, initialement défendue par la 4e compagnie du II/42e DBMC. Ils l'attaquent au soir mais sans succès. Dans la nuit du 13 au 14, un coup au but de l'artillerie française touche finalement la passerelle mais elle sera remise en état.

### 14 mai: les Allemands tenus en échec sur la ligne d'arrêt
Le 14 au matin, les combats reprennent sans résultats pour les Allemands mais les défenseurs sont également épuisés et à court de ravitaillement. Le III/248e régiment d'infanterie (III/248e RI, commandant Le Coroller) arrive en renfort mais ne peut monter en première ligne à cause du jour, les hommes de ce bataillon reçoivent finalement l'ordre de contre-attaquer mais « le combat en sous-bois les déroute [...] ils sont pris de panique et fuient » ; les artilleurs envoyés en renfort se replient intempestivement et également le II/248e RI dont « les hommes, les officiers même, refluent ». Les Malgaches du II/42e DBMC sont « démoralisés d'avoir vu leurs camarades du 248e refuser de les aider, de les soutenir ». Cependant, au soir du 14, les Allemands n'ont pas réussi à percer la défense française grâce à l'artillerie (391e RAT) qui empêche toute traversée.

### 15 mai 1940: les Allemands percent
Dans la nuit du 14 au 15, le Pionier-Bataillon 57 met en service un pont, les chars peuvent ainsi passer sur l'autre rive et dès l'aube la 1./Panzer-Regiment 11 peut lancer une attaque avec le II./Schützen-Regiment 4. Manquant d'armes antichars et d'hommes (10 000 soldats de la 102e DIF ayant battu en retraite, la 61e DI connaissant un destin similaire), la défense cède enfin, la Kampfgruppe Esebeck fonce alors vers Montcornet qu'elle atteint dans l'après-midi, faisant de très nombreux prisonniers.

## Conséquences
Au 15 mai, les panzers de Reinhardt étaient parvenus à avancer de 59,5 kilomètres derrière la rive gauche de la Meuse, en profondeur sur le territoire français. Avec la tête de pont établie à Monthermé ainsi qu'à Dinant et à Sedan, sept Panzerdivisions allemandes se lancent vers la Manche, encerclant les armées alliées dans le nord de la France et en Belgique.
Le plan Dyle qui prévoyait de livrer la bataille décisive qui aurait dû stopper l'invasion allemande en Belgique ne sera ainsi jamais mis en œuvre. Après avoir obtenu la reddition des Néerlandais le 15 mai 1940, les Alliés reculent sur tous les fronts, hormis quelques succès tels qu'à Arras, Abbeville et à Stonne qui permettent de retarder la Blitzkrieg allemande de quelques jours. Après la défaite à la bataille de la Lys, la Belgique capitule le 28 mai. Les Britanniques rembarquent précipitamment à Dunkerque tandis que l'armistice est signé entre la France et l'Allemagne le 22 juin 1940.
Monthermé sera occupée pendant quatre ans, de 1940 à 1944, avant sa libération par les Alliés en août 1944.